# Aymen Boutoutaou
Aymen Boutoutaou (Lilla, 18 febbraio 2001) è un calciatore algerino con cittadinanza francese, centrocampista del Sochaux.

## Caratteristiche tecniche
Gioca come centrocampista offensivo.

## Carriera

### Club
Boutoutaou è cresciuto nel settore giovanile del Valenciennes. Ha debuttato in prima squadra il 17 novembre 2019 nell'incontro di Coppa di Francia vinto 2-0 contro il Saint Maximin, dove ha anche trovato la sua prima rete in carriera. Il 10 febbraio 2020 ha firmato il suo primo contratto professionistico con il club biancorosso.

### Nazionale
Nel maggio 2022 ha debuttato con l'Algeria Under-23.

## Statistiche

### Presenze e reti nei club
Statistiche aggiornate al 25 febbraio 2024.
| Stagione        | Squadra         | Campionato      | Campionato | Campionato | Coppe nazionali | Coppe nazionali | Coppe nazionali | Coppe continentali | Coppe continentali | Coppe continentali | Altre coppe | Altre coppe | Altre coppe | Totale | Totale | Totale |
| Stagione        | Squadra         | Comp            | Pres       | Reti       | Comp            | Pres            | Reti            | Comp               | Pres               | Reti               | Comp        | Pres        | Reti        | Pres   | Reti   |        |
| --------------- | --------------- | --------------- | ---------- | ---------- | --------------- | --------------- | --------------- | ------------------ | ------------------ | ------------------ | ----------- | ----------- | ----------- | ------ | ------ | ------ |
| 2019-2020       | Valenciennes 2  | N3              | 9          | 2          |                 | -               | -               |                    | -                  | -                  |             | -           | -           | 9      | 2      |        |
| 2020-2021       | Valenciennes 2  | N3              | 0          | 0          |                 | -               | -               |                    | -                  | -                  |             | -           | -           | 0      | 0      |        |
| 2021-2022       | Valenciennes 2  | N3              | 1          | 0          |                 | -               | -               |                    | -                  | -                  |             | -           | -           | 1      | 0      |        |
| 2022-2023       | Valenciennes 2  | N3              | 3          | 0          |                 | -               | -               |                    | -                  | -                  |             | -           | -           | 3      | 0      |        |
| 2019-2020       | Valenciennes    | L2              | 3          | 0          | CF+CdL          | 2+0             | 1+0             |                    | -                  | -                  |             | -           | -           | 5      | 1      |        |
| 2020-2021       | Valenciennes    | L2              | 16         | 3          | CF              | 2               | 0               |                    | -                  | -                  |             | -           | -           | 18     | 3      |        |
| 2021-2022       | Valenciennes    | L2              | 17         | 1          | CF              | 0               | 0               |                    | -                  | -                  |             | -           | -           | 17     | 1      |        |
| 2022-2023       | Valenciennes    | L2              | 30         | 4          | CF              | 2               | 0               |                    | -                  | -                  |             | -           | -           | 32     | 4      |        |
| 2023-2024       | Valenciennes    | L2              | 22         | 4          | CF              | 2               | 0               |                    | -                  | -                  |             | -           | -           | 24     | 4      |        |
| Totale carriera | Totale carriera | Totale carriera | 101        | 14         |                 | 8               | 1               |                    | -                  | -                  |             | -           | -           | 109    | 15     |        |